# 寝床
『寝床』（ねどこ）は古典落語の演目。別題に『寝床義太夫』（ねどこぎだゆう）、『寝床浄瑠璃』（ねどこじょうるり）、『素人義太夫』（しろうとぎだゆう）、『素人浄瑠璃』（しろうとじょうるり）。原話は、嘉永5年板の『醒睡笑』や安永4年の笑話本『和漢咄会』の一遍『日待』など、多くの江戸小咄に見られる。元々は『寝床浄瑠璃』という上方落語の演目で、明治中期に東京へ移入された。

## あらすじ
ある長屋の大家はよい人だが、義太夫語り（義太夫節）が大好きで人に聞かせたがるが下手くそという欠点があった。義太夫の会を開いて、長屋の店子たちを呼んでも、誰も理由をつけてやってこない。仕方がないので今度は番頭以下、使用人たちに聞かせようとするが、全員が仮病を使う。ここでようやく、自分の義太夫語りが嫌がられていると気づいた主人は機嫌を悪くし、店子は全員出て行ってもらう、使用人たちは全員暇を出すと言って不貞寝してしまう。
困った店子と使用人たちは相談しあい、酔えば下手な義太夫も気にならなくだろうと義太夫を聞くことを決める。番頭に皆が義太夫を聞きたがっているとおだてられると、主人はすぐに機嫌を直し、酒や料理を用意して使用人たちの部屋で義太夫の会を開く。
当初の打ち合わせ通り、みな主人の義太夫をよそに酒を飲んで酔っ払うが、そのまま寝てしまう。熱弁していて周囲の状況に気づいていなかった主人も、やがて客たちが寝ていることに気づき、再び機嫌を悪くするが、唯一、丁稚の定吉だけしくしくと泣きながらも起きていることに気づく。きっと自分の語りに感動したに違いないと、どこがよかったかと声をかけるが、定吉はこれを否定し、自分だけ寝ることができず泣いていると答える。どうして寝ることができないのかと問われて、定吉は言う。
「旦那様がいる場所が私の寝床です」